# Grandes regiones de Rusia

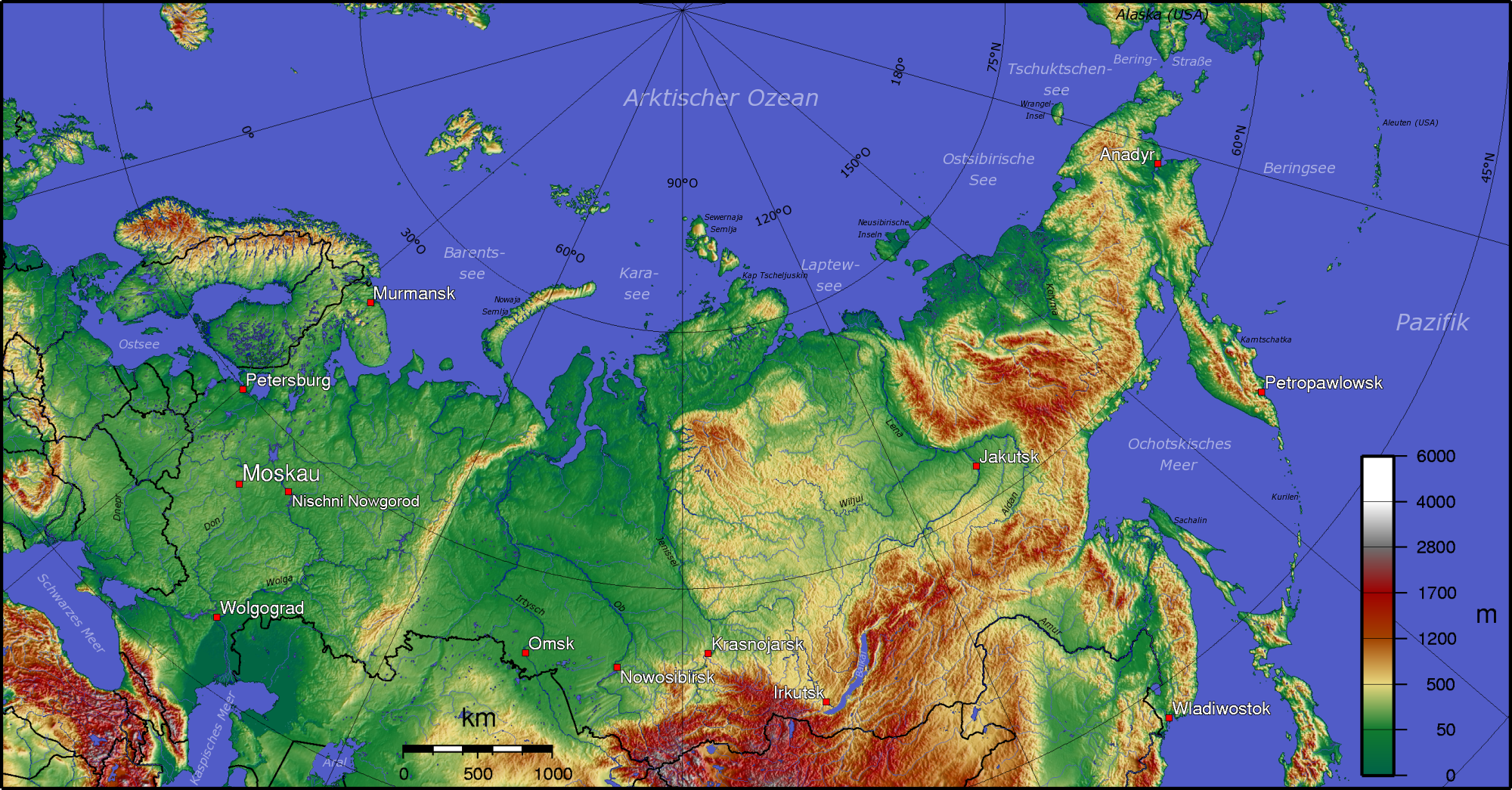
Mapa topográfico de Rusia

Las grandes regiones de Rusia (en ruso: Ландшафт России) son ocho áreas geomorfológicas en la Federación de Rusia que muestran formas características de relieve. Siete de ellas están al este de los Urales.

## Geografía
- Meseta central de Siberia, una gran zona elevada entre los ríos Yeniséi y Lena compuesta por varias mesetas (meseta de Putorana, meseta de Anabar, meseta del Viliuy y meseta del Lena, entre otras) profundamente diseccionada por valles fluviales. Superficie 3 500 000 km² (1 351 351,4 mi²)   .[2]
- Tierras bajas de Yakutia central, la llanura aluvial del río Lena medio que separa la meseta central de Siberia al oeste y las montañas de Siberia oriental al este. Superficie 300 000 km² (115 830,1 mi²).[3]
- Llanura de Europa del Este, un área muy grande que comprende las llanuras y depresiones al oeste y suroeste de los Urales atravesadas por numerosos grandes ríos, como el Volga, Dniéper, Don y Pechora. Área de aproximadamente 4 000 000 km² (1 544 401,5 mi²) .
- Tierras bajas del este de Siberia, una vasta llanura aluvial, pantanosa y salpicada de miles de lagos. La región incluye las tierras bajas de Yana-Indigirka, Kolymá y Aby, así como las islas de Nueva Siberia. Área de alrededor de 1 100 000 km² (424 710,4 mi²) .[4]
- Montañas del este de Siberia, una gran zona montañosa ubicada en el noreste de Siberia. Incluye dos grandes sistemas montañosos, la Cordillera de Verjoyansk y la Cordillera de Cherski, así como otros menores. Al este llega al cabo Dezhniova  en el estrecho de Bering . Área aproximadamente 2 000 000 km² (772 200,8 mi²)   .[5]
- Tierras bajas del norte de Siberia, una llanura con un relieve relativamente plano que separa las montañas Byrranga de la península de Taimyr en el norte de la meseta central de Siberia en el sur. Área aproximadamente 400 000 km² (154 440,2 mi²) .[6]
- Montañas del sur de Siberia, que se extienden aproximadamente de este a oeste en los distritos federales de Siberia y el Lejano Oriente de Rusia, así como parcialmente en Mongolia. Área aproximadamente 1 500 000 km² (579 150,6 mi²)   .[7]
- Llanura de Siberia Occidental, gran llanura aluvial entre los Urales al oeste y el río Yeniséi al este, más allá del cual se eleva la meseta central de Siberia. Las tierras bajas están limitadas por la costa del mar de Kara al norte y por las estribaciones de las montañas de Altái al sureste. El extremo sur se extiende hasta Kazajistán . Superficie 2 600 000 km² (1 003 861 mi²).[8]

### Paisajes
|  |  |  |

|  |  |  |

|  |  |  |